# Rhumspringe
Rhumspringe é um município da Alemanha, situado no distrito de Göttingen do estado de Baixa Saxônia (Niedersachsen). O município de Rhumspringe é membro da associação municipal de Samtgemeinde Gieboldehausen.

## Demografia
Evolução da população:
| - 1821 - 520 - 1939 - 1.232 - 1973 - 1.885 | - 1986 - 1.779 - 1996 - 1.897 - 2001 - 1.931 |